# Libro de los dos caminos

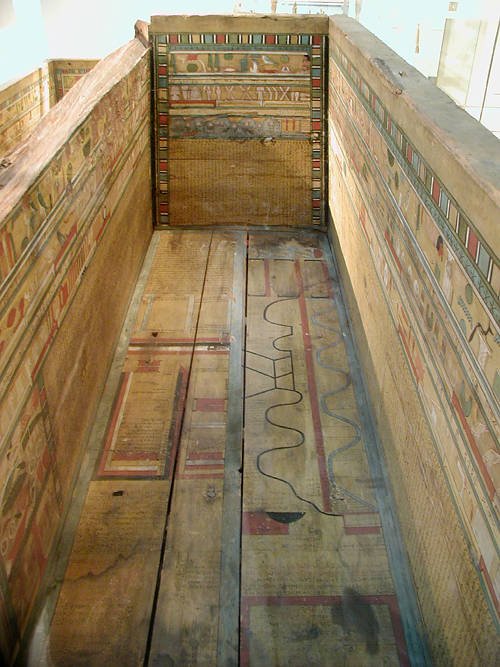
Sarcófago del Reino Medio donde puede observarse en su fondo, el mapa pintado de los dos caminos (por tierra y por agua.

El Libro de los dos caminos o Libro de los caminos de Rosetau es uno de los Textos de los sarcófagos característico de los sarcófagos de la necrópolis de Deir el-Bersha en el Antiguo Egipto Medio.
Estos textos, que datan al menos de principios del Reino Medio, escritos en egipcio medio estándar, principalmente en sarcófagos de madera, podrían venir a sustituir las inscripciones en las paredes de las tumbas. Estos sarcófagos, estaban preparados para albergar a altos funcionarios y sus esposas y junto a los conjuros pertinentes, venían a representar, en el fondo de las cajas un mapa con dos caminos, uno de tierra y el otro de canal de agua, por donde debía encaminarse el difunto para llegar al Más Allá y poder renacer.
El texto de los dos caminos instruye sobre el viaje del espíritu del difunto en la barca solar por la región de Rosetau, donde el cuerpo de Osiris está protegido por murallas de fuego, para alcanzar el Campo de juncos. Se describe la existencia de siete puertas con guardianes  o demonios en cada una. Al principio, una puerta de fuego protegida por un guardián denominado "Aquel que rechaza a los ignorantes", que impide el paso a los que no tienen conocimiento, y que una vez traspasada, ofrece dos alternativas, hacia la región de la Luz o hacia el mundo de las Tinieblas.
Hay un camino diurno, de carácter solar, representado en color negro, donde es acompañado por el dios solar Ra y un camino de agua, de carácter osiríaco, representado en color azul, donde es acompañado por el dios lunar Thot.
Sólo los puros, mediante estos textos pueden ir sorteando a los guardianes del mundo inferior e ir avanzando, sin quedar atrapados en la oscuridad absoluta, la nada, hasta el Reino de la Luz plena, presidido por Ra-Horus el Antiguo, que es la propia luz divina.
También se incluye la casa de la diosa Maat, que asegura el orden cósmico.